# Paul Camerlo
 (mai 2012).
Si vous disposez d'ouvrages ou d'articles de référence ou si vous connaissez des sites web de qualité traitant du thème abordé ici, merci de compléter l'article en donnant les références utiles à sa vérifiabilité et en les liant à la section « Notes et références ».
Pour les articles homonymes, voir Camerlo.
Paul Camerlo (né le 20 mai 1899 à Genève et mort le 15 octobre 1980 à Paris) est un chanteur, metteur en scène et directeur d'opéra, qui dirigea l'Opéra de Lyon de 1949 à 1969.
Il fut président de la chambre syndicale des directeurs d'opéra de France.

## Biographie
Après des études de chant, Paul Camerlo entame une carrière de baryton. Les rôles qu'il interprète vont de Valentin dans le Faust de Gounod à Danilo dans La Veuve Joyeuse de Franz Lehár. Après la Première Guerre mondiale, il devient administrateur de tournées, notamment pour Sacha Guitry, Harry Baur, mais aussi le duo comique Bach et Laverne. Pendant la Seconde Guerre mondiale il devient codirecteur du théâtre municipal de Villeurbanne.
Bénéficiant d'un laissez-passer octroyé aux directeurs de théâtre, il fait passer en zone libre des réfugiés juifs la nuit en leur faisant traverser la Saône en barque vers Neuville-sur-Saône.
Au théâtre de Villeurbanne il programme de nombreuses opérettes, Coup de roulis, Les Mousquetaires au couvent, Phi-Phi, Véronique, La Fille de madame Angot, et présente de nombreux artistes de variétés comme Édith Piaf ou Maurice Chevalier, ainsi que le jeune Yves Montand en première partie du récital d'Édith Piaf.
En 1949, il est appelé par Édouard Herriot, le maire de Lyon, qui lui confie la direction de l'Opéra de Lyon, qu'il portera aux premiers rangs des opéras de France.
Directeur en concession, il sera l'un des derniers directeurs d'opéras en France responsable financièrement de la gestion de l'entreprise artistique.
Au cours des vingt années de son mandat il présente à quatre reprises la Tétralogie de Wagner. À cette époque l'opéra de Lyon était surnommé le « Bayreuth français. » Il impose comme metteur en scène son neveu, Louis Erlo, qui subit l'influence de l'esthétique développée par Wieland Wagner.
De nombreux artistes internationaux furent régulièrement invités par Paul Camerlo sur la scène de l'Opéra de Lyon, reconnu comme un grand connaisseur des voix, aimé par les chanteurs lyriques qui appréciaient de venir chanter à Lyon :  Mario del Monaco, Tito Gobbi, Elisabeth Schwarzkopf, Peter Glossop, Mado Robin, Suzanne Sarrocca, Régine Crespin, Robert Massard, Alain Vanzo, Michel Sénéchal, Jacqueline Brumaire, Sandor Konya, Hans Beirer, Denise Duval, Jacques Jansen, Ernest Blanc, Michel Dens, Geori Boué, Janine Michaux, Jacqueline Sylvie,Albert Lance, Mady Mesplé, Jane Berbié, Eliane Manchet, Toni Blankenheim, David Ward, Guy Chauvet, Berthe Montmart, Xavier Depraz, Michel Roux, Matteo Manuguerra, Huc Santana, Luigi Alva, Cesare Cieppi, Giuletta Simionato...
Parallèlement à la présentation de nombreux opéras, Paul Camerlo montait de nombreuses opérettes à grand spectacle pour des séries de représentations permettant de remplir les caisses et ainsi de pouvoir produire les opéras.
La plupart des opérettes présentées au Théâtre du Châtelet, venaient ensuite directement à l'Opéra de Lyon avec les vedettes de la chanson et de l'écran, comme Luis Mariano, Bourvil, Georges Guétary, Marcel Merkès et Paulette Merval, Luc Barney, André Dassary, Rudy Hirigoyen, Annie Cordy, Jean Richard...
En invitant des chefs d'orchestre de qualité, il permit à l'orchestre de l'Opéra de Lyon d'atteindre un niveau d'excellence lui permettant d'aborder les œuvres les plus difficiles du répertoire classique et contemporain à une époque où la plupart des théâtres d'opéras fonctionnaient encore dans une certaine routine.
Chefs d'orchestre permanents et invités : Otto Akerman, André Cluytens, Bruno Bogo, Richard Krauss, ALain Lombard, Edmond Carrière, Horst Stein, René Leibowitz, Serge Baudo...
Parmi les nombreux ouvrages présentés à l'Opéra de Lyon à cette époque, citons : Carmen, Manon, Faust, La Bohème, Le Barbier de Séville, Tristan et Yseult, Parsifal, L'Or du Rhin, La Walkyrie, Siegfried, Le Crépuscule des dieux, Erwartung (création en France), Le Chevalier à la rose, Les Noces de Figaro, Cosi fan tutte, La Flûte enchantée, Les Pêcheurs de perles, Lakmé, Boris Godounov, Wozzeck.
Son fils Humbert et son petit-fils Alexandre sont eux aussi metteurs en scène de théâtre et d'opéra.

## Décorations
- Chevalier de la Légion d'honneur
- Officier des Arts et Lettres.